# Kemolu
Un kemolu est un type de pirogue à balancier traditionnel, à double coque et voile austronésienne, utilisé sur les iles Trobriand sur la côte Est de Nouvelle-Guinée. 
Ce petit voilier de taille comprise entre un kekwaboda et un ligataya est utilisé pour la pèche et des trajets limités en mer.